# ダナン大学

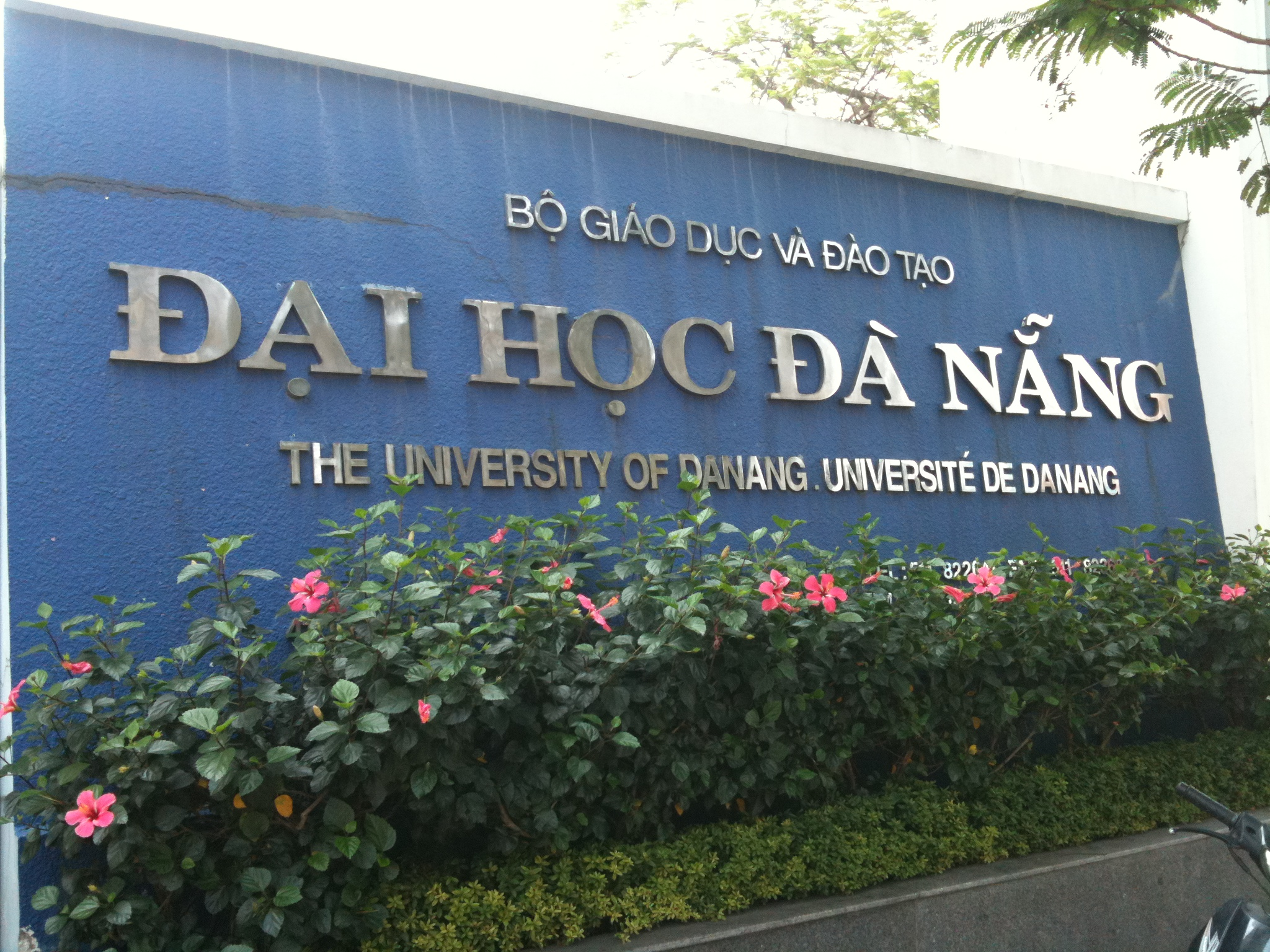

ダナン大学（ダナンだいがく、英語名：The University of Da Nang、略称UD）は、ベトナム第3の都市ダナン市にある国立大学。ベトナム中部最大規模の国立総合大学であり、UD大学システム傘下で6加盟大学を有する。
UDは、工科、経済、教育、社会・人文科学、外国語、IT、薬学などの多くの主要な学部領域を有し、大学のVisionとして、「ベトナムでトップクラスの大学の1つとなり、東南アジアのトップ50大学にランクされること」を目指している。
QS世界大学ランキング2020で、アジアでは401-450位、ベトナム国内でTOP6（カントー大学と同位）となっている。

## 住所
- 住所：ダナン市ハイチャウ区レ・ズアン41

## 概要
ダナン大学のあるダナン市は、ベトナム5大都市（中央直轄市）の一つであり、近隣の有名観光地ホイアンやフエ市にもアクセスし易く、良好なインフラとサービスがある同国中部最大の都市であり、積極的な国際交流を長年にわたって推進している。

## 沿革
1994年にダナン工科大学、ダナン師範短期大学、クアンナム-ダナン教育大学、グエン・ヴァン・トロイ職業技術大学の合併により、ベトナム政府によって設立された。

## 加盟大学
ダナン大学（UD）群システム
- ダナン大学工科大学 （DUT）
- ダナン大学経済大学（DUE）
- ダナン大学教育大学（UED）
- ダナン外国語大学（UFLS）- 日本語学科（Japanese Language Course）有
- ダナン技術教育大学（UTE）
- ベトナム-韓国情報通信技術大学（VKU）